# صقار
صقار أو زقار هو إله الأحلام والكوابيس والنوم في الميثولوجيا البابلية وهو رسول الإله سين، وهو شقيق الإلهة مامو. وقد أعتقد أنه كان ينقل رسائل من الإله سين إلى البشر عن طريق الأحلام.